# Vallcebre
Vallcebre és un municipi de la comarca del Berguedà, situat al seu nord-oest i, per tant, a l'Alt Berguedà, en les serres muntanyoses del Prepirineu. Ocupa una extensió de 27,87 km². Físicament limita o afronta, al nord, amb el riu Saldes, al sud amb la Serra d'Ensija (Serrat Voltor, de 2.271 m), el coll de Fumanya (1.570 m) i el grau de la Mola (1.350 m). A l'est amb els Cingles de Vallcebre i a l'oest amb els cingles de Costafreda i Cubell. Administrativament limita a l'oest amb el terme de Saldes; a l'est amb el de Guardiola de Berguedà; al nord amb Gisclareny i, en part, amb Guardiola de Berguedà; i pel sud limita amb els termes de Fígols i Cercs. Els cursos d'aigua que hi discorren són la riera de Vallcebre i el riu Saldes.

## Geografia
- Llista de topònims de Vallcebre (Orografia: muntanyes, serres, collades, indrets..; hidrografia: rius, fonts...; edificis: cases, masies, esglésies, etc).

## Poblament
El nucli del poble de Vallcebre està format pel conjunt de cases existents al voltant de l'església de Santa Maria, i està situat al centre del terme municipal. No obstant, una part molt substancial del poblament consisteix en masies disperses, agrupades en ravals. Aquests darrers prenen noms com el Bac, la Barceloneta, Belians, el Clot del Poble, la Coma d'Arnau, el Comellar, les Comes, la Costa Llumar, les Deus, el Divinal, la Muntanya i el Portet. A part, cal destacar la caseria o veïnat de Sant Julià de Fréixens.
Les masies de Vallcebre que consten a l'Inventari de Patrimoni Arquitectònic de la Generalitat de Catalunya són Cal Batlló, Cal Blanc, Cal Coix, Cal Corrent, Cal Costa, Cal Curi, Cal Dens, Cal Morera, Cal Nai, Cal Pau, Cal Sastre, Cal Solà, Cal Soler, Cal Tutor, el Mas el Pla i la Masia els Hostalets.

## Demografia
| 1497 f | 1515 f | 1553 f | 1717 | 1787 | 1857 | 1877 | 1887 | 1900 | 1910 |
| ------ | ------ | ------ | ---- | ---- | ---- | ---- | ---- | ---- | ---- |
| 10     | 13     | 19     | 199  | 138  | 974  | 921  | 432  | 459  | 457  |

| 1920 | 1930 | 1940 | 1950 | 1960 | 1970 | 1981 | 1990 | 1992 | 1994 |
| ---- | ---- | ---- | ---- | ---- | ---- | ---- | ---- | ---- | ---- |
| 656  | 563  | 541  | 618  | 944  | 648  | 375  | 332  | 298  | 298  |

| 1996 | 1998 | 2000 | 2002 | 2004 | 2006 | 2008 | 2010 | 2012 | 2014 |
| ---- | ---- | ---- | ---- | ---- | ---- | ---- | ---- | ---- | ---- |
| 274  | 285  | 269  | 266  | 281  | 276  | 269  | 268  | 274  | 258  |

| 2016 | 2018 | 2020 | 2022 | 2024 | 2026 | 2028 | 2030 | 2032 | 2034 |
| ---- | ---- | ---- | ---- | ---- | ---- | ---- | ---- | ---- | ---- |
| 254  | 246  | 249  | 268  | 271  | -    | -    | -    | -    | -    |

| Entitat de població    | Habitants (2024) |
| Vallcebre              | 261              |
| Sant Julià de Fréixens | 11               |
| Font: Idescat          |                  |

## Origen del nom
La primera menció escrita al seu nom, a l'Acta de consagració de la Seu d'Urgell (any 839), és com a «Parochia … Balcebre». Com indica Joan Coromines en el seu Onomasticon Cataloniae, aquesta menció amb "B" inicial és gairebé unànime en els documents entre els segles IX i XIII. Les mencions amb "V" inicial no comencen fins al segle xiv, «per una contaminació del mot vall, inevitable», diu Coromines, ja que el lloc de Vallcebre és en una vall. Per tant, el topònim Vallcebre, provindria de la unió del mot balç, que significa "timba" o "cingle" (Vallcebre està encerclat per una cinglera), provinent del llatí "balteum", i de l'arrel llatína "separ-", que indica "separat", en al·lusió al fet que el contorn de cingleres de Vallcebre està tot ell esqueixalat, amb diversos portells molt estrets. Per tant, del llatí "balteum-separ" en provindria "Balcebre", posteriorment transformat en Vallcebre. De la transformació del llatí "balteus" en "Balç" en el cas de Vallcebre en tractà també Josep Balari i Jovany, en la seva obra Influencia de la civilización romana en Cataluña.

## Història

### Edat mitjana
Les primeres referències a Vallcebre es remunten a l'alta edat mitjana. Posteriorment a la menció de l'any 839, continguda a l'Acta de consagració de la Seu d'Urgell, abans indicada, hi ha una referència, de l'any 983, a la "muntanya de Vallcebre" com a lloc de situació de l'església de Sant Climent (posteriorment denominada església de la Torre de Foix, situada en el que avui és terme municipal de Guardiola de Berguedà): «...in monte Balcebre, eclesiam Sancti Clementis, com suas decimas et primicias et oblaciones et casas et terras et vineas, cum illorum afrontationes...».
Al segle xi, en una acta de consagració del monestir de Sant Serni de Tavèrnoles a l'Alt Urgell, datada l'any 1019, apareix la parròquia de Sant Julià de Vallcebre, actualment de Fréixens «cum ipso alodio de sancto Iuliano et ipsum clos de Valcebre...».
Al segle xii apareix Santa Maria de Vallcebre, actual nucli municipal, del qual no se’n tenen referències documentals fins al segle xv.
Hi ha alguns documents (dels anys 1043 i 1328) que fan referència a un castell de Vallcebre, que ja existiria l'any 983. Un altre conjunt de notícies parla d'una altra fortificació, el castell de Prat o de Grallera, situat al terme de Sant Julià de Vallcebre, prop del camí que porta a Maçaners. El primer cavaller del castell fou Joan Bernat de Grallera (segle xiii), que adoptà el títol de «miles de Baucebre».
El 1390 Vallcebre deixà d'estar sota la jurisdicció reial del comte de Barcelona, ja que, en aquella data, Joan I el Caçador vengué el domini directe i alodial, entre d'altres, del terme parroquial de Vallcebre al castlà de Peguera, Ramon de Peguera i de Cervelló, qui passà a ésser el primer baró de Peguera, quedant Vallcebre, amb Fígols i Fumanya, sota la jurisdicció senyorial de la Baronia de Peguera.

### Edat moderna
Acabat el període feudal de l'edat mitjana, les terres que no pertanyien privativament en propietat, o en domini útil en cas de censos, als pagesos titulars dels masos, quedaren com a béns comunals o emprius. Els emprius corresponien al conjunt dels masos principals o capmasos i, per tant, als seus titulars, els capmasats. A Vallcebre, aquells qui no eren els hereus i, per tant, no quedaven com a titulars del capmàs, no esdevenien capmasats, no podien construir un altre mas a les terres de l'herència. Aquests fills cabalers o fadristerns, no hereus, que podien arribar a adquirir o posseir alguna parcel·la no principal, podien només construir-hi edificacions de menor qualitat i dimensió, sense coberta amb teules, raó per la qual se'ls anomenava barracaires. A diferència de poblacions veïnes, com Saldes o Gisclareny, a Vallcebre els capmasats van seguir, a l'edat moderna, la política de no permetre obrir noves boïgues, de no permetre a tercers, no capmasats, posar sistemàticament noves terres en conreu, evitant la divisió de les explotacions i la pèrdua de capacitat productiva d'aquestes. En l'actualitat els emprius de Vallcebre corresponen a la Societat de Capmasats i Barracaires, sense distinció entre els primers i els segons.
El segle xviii el creixement econòmic i poblacional de Catalunya va conduir a un ús intensiu dels seus recursos naturals i, en particular, a una sobreexplotació dels boscos, amb la consegüent desforestació d'aquests, en especial els de caràcter comunal. Una de les causes de l'extraordinària sobreexplotació dels boscos catalans en aquella època foren les tales ordenades per les autoritats espanyoles per a la construcció dels vaixells de l'armada. Aquesta desforestació de les terres comunals va afectar també a Vallcebre de forma significativa. En paraules de Marià Grandia, en la introducció a la seva obra «Monografía lingüística de Vallcebre», «La población total del municipio (Vallcebre) es como de unas mil almas habiendo tenido en la época (siglo dieciocho) de desmonte de las tierras comunales hasta dos mil». La fase de desforestació ("desmonte") suposà, doncs, mentre va durar, un significatiu increment de la població del municipi, si bé en acabar varen aparèixer els efectes perniciosos a mitjà i llarg termini de tal procés. Així, Grandia continua dient: «Hoy no podrían (les indicades "dos mil almas") vivir en manera alguna, pues el desmonte ha producido la denudación de los terrenos, dejando ver superficies inmensas de roca pelada o de arcilla rojiza, uno y otro inútil para el cultivo».
Quan la Junta de Comerç de Barcelona publicà el 1780 el seu «Discurso sobre la agricultura, comercio e industria del Principado de Cataluña», al referir-se a Vallcebre i a altres pobles i viles del seu entorn, deia que estaven poblades per pagesos hisendats, amb cases pròpies, que els produïen el necessari per viure, tal com grans, llegums i bestiar de totes classes, fent esment d'una disminució de les pastures en les terres de muntanya, atès que s'havien destinat preferentment a sembrar-hi, per ser més profitós que la llenya i el carbó.

### Edat contemporània

#### Seglexix
Segons el que el 1907 relatava Marià Grandia en l'obra anteriorment indicada, «cuarenta años atrás…» (és a dir, a mitjan segle xix) «…los jóvenes (de Vallcebre) pasaban los inviernos en el Ampurdán fangando con la laya, el mes de Junio en el llano de Urgel segando y el de Julio en la Cerdaña segando también, para traer a sus casas el ahorro de unas pesetas y suplir así lo que no daba su tierra.».
L'Alt Berguedà fou escenari, durant la darrera guerra carlina (1872-1876) de diverses accions militars. Una d'elles, que tingué cert ressò a l'època, fou l'acció coneguda com dels "Graus de Vallcebre", que enfrontà una columna governamental, amadeuista, comandada pel coronel Macías, i una partida carlina, a càrrec del general Joan Castells. L'acció es desenvolupà el dia 12 de setembre de 1872, amb les forces carlines situades, principalment, al Grau Soldevila i al Grau de Sant Julià, amb l'avantatge que els donava la posició superior dels cingles des d'on atacaren la columna, fins que els carlins hagueren d'emprendre la retirada. El resultat foren diversos morts i ferits en ambdues bandes.

#### Segle XX
Marià Grandia va deixar escrita també la descripció de les característiques de les cases y de la vida a Vallcebre a principis del segle xx:
| «                                                                                       | (castellà) Descontando aquí el anejo de S. Julián de Vallcebre con su iglesia románica probablemente del siglo once, Vallcebre tiene una iglesia parroquial del último tercio del siglo dieciocho, que hoy está arruinada por falta de terreno firme en sus cimientos. Tiene además la capilla de Santa Magdalena en la triste sierra del Boixader y la de San Ramón Nonato en el arrabal del Portèt. El municipio tiene su casa del común que se utiliza para escuela de niños y niñas. Las casas particulares suelen tener bajos para los animales y para la guarda de las patatas y un piso para la habitación de la familia y con su desván para la guarda de frutos secos y herramientas de poco uso. Algunas tienen dos pisos. Todas las casas tienen un edificio a parte llamado "pòrxo" para guardar la paja, hierba seca, paja de maíz y rama de patata. El "pòrxo" suele tener planta baja con estercolero, corral de los cerdos, depósito de leña para invierno, gallinero, conejar, etc. Suele el "porxo" estar separado de la casa para evitar el peligro de incendio con los materiales combustibles que en él se guardan. | Alrededor de la casa suele haber manzanos, perales, cerezos, nogales, ciruelos ú otros árboles que parecen velar el aislamiento de la misma. Las labores son la agricultura y cría de animales. Aunque haya algunos pequeños industriales como dos herreros, dos sastres, un "escloper" o zoquero, nadie puede prescindir de las dos labores indicadas, que comparten casi por igual hombres, mujeres y niños. Nadie está sin trabajar y el perezoso es despreciado y mal mirado por todos. Ningún hijo de la localidad mendiga en ella ni fuera de ella. Mejor o peor todos viven de su trabajo y economía, a pesar de lo pobre del suelo y de lo crudo del clima. Los naturales son sobrios y sufridos; lo mismo emprenden un viaje de día que de noche, expeditos que con la carga al hombro. Nunca maldicen al trabajo, sólo piden salud para realizarlo. […] [Los jóvenes de Vallcebre] [d]esde hace treinta años y hoy especialmente trabajan en las ruinas de carbón del inmediato pueblo de Figols, ansiando todos se abran minas en el propio Vallcebre… | » |
| — Mariano Grandia y Soler, Introducción a la Monografía lingüística de Vallcebre (1907) | | |   |

La vida a Vallcebre va estar, efectivament, durant el segle xx, especialment marcada pel cicle d'inici, auge i acabament de l'activitat minera d'extracció de carbó. En el període 1914-1928 s'obren a Vallcebre algunes mines de poca envergadura, que varen funcionar fins després de la Guerra civil. El 1936 l'empresa Serchs, S.A. inicia l'explotació de les mines de Tumí, al vessant est de la serra d'Ensija, al terme de Vallcebre. En el període 1941-1946, ateses les dificultats en el transport del carbó extret a les mines de Vallcebre, l'empresa Serchs construeix un telefèric que anava des de les seves explotacions de Tumí fins a l'estació del Collet d'Eina. El 1953 s'inicia l'explotació de la mina del transversal, Maria Teresa, que fou la més important de Vallcebre, fins al seu tancament l'any 1983, cloent-se així el cicle miner de la vila.
Durant els anys 90 es van realitzar diverses intervencions arqueològiques.

## Llocs d'interès
- Exposició permanent Milions d'anys. 30 anys de Paleontologia a Catalunya, a la plaça de l'ajuntament[18]

## Vallcebresos històrics
- Josep Busoms, «Jep dels Estanys», (Vallcebre, 1770 - Olot, 1828), militar i guerriller, participà en la Guerra Gran, en la Guerra del Francès i en la Guerra dels Malcontents.[19]
- Joan Guitard (Vallcebre, 1815 - Perpinyà, 1904), de jove fou un militar carlí i acabada la primera guerra carlina s'ordenà sacerdot i feu carrera eclesiàstica, principalment a Perpinyà.
- Josep Grandia i Soler (1854-1926), militar carlí, conegut con el Nai, que lluità a la tercera de les carlinades.
- Marià Grandia i Soler (1865-1929) filòleg i eclesiàstic, de Cal Nai. Es doctorà en filologia amb una tesi sobre el parlar de Vallcebre: «Monografía lingüística de Vallcebre» (1907).[20]